# Coezyt
Koezyt – jedna z syntetycznych form polimorficznych dwutlenku krzemu.
Powstaje w temperaturze 700 °C pod ciśnieniem 40 000 Atm. Tworzy sieć heksagonalną, zbudowaną z pierścieni tetraedrycznych.